# 条子河站
条子河站是位于吉林省四平市条子河乡的一个铁路车站，邮政编码136000。车站建于1971年，有平齐铁路经过该站，车站及其上下行区间均已电气化。车站距离四平站4公里，隶属沈阳铁路局，曾是四等站，现已撤销。